# 숲집박쥐
숲집박쥐 또는 애덤스집박쥐(Pipistrellus adamsi)는 애기박쥐과에 속하는 박쥐의 일종이다. 퀸즐랜드주 북부 대부분의 지역과 노던 준주의 오스트레일리아에서 발견된다.

## 특징
작은 박쥐로 몸길이는 35~44mm이고 전완장은 30~32.5mm이다. 꼬리 길이는 28~35mm, 귀 길이는 8.5~11.5mm이고 몸무게는 최대 5g이다. 등 쪽은 회색빛 갈색을 띠지만 배 쪽은 좀더 밝다. 털 바탕은 거무스레하다. 눈은 작고, 귀는 둥글고 넓으며 서로 잘 분리되어 있다.

## 생태
나무 구멍 속에 거꾸로 매달려 생활한다. 먹이는 곤충이다. 10월~11월 사이, 한 번에 적은 수의 새끼를 낳는다.

## 분포 및 서식지
오스트레일리아 웨스턴오스트레일리아주 북동부 지역과 노던준주 북부, 케이프요크반도에 널리 분포한다. 문순 숲과 멜랄레우카 식물이 자라는 습지 숲, 케이프요크반도 수목경계선 사바나 지역 수로를 따라서 서식한다.